# Margus Leivo

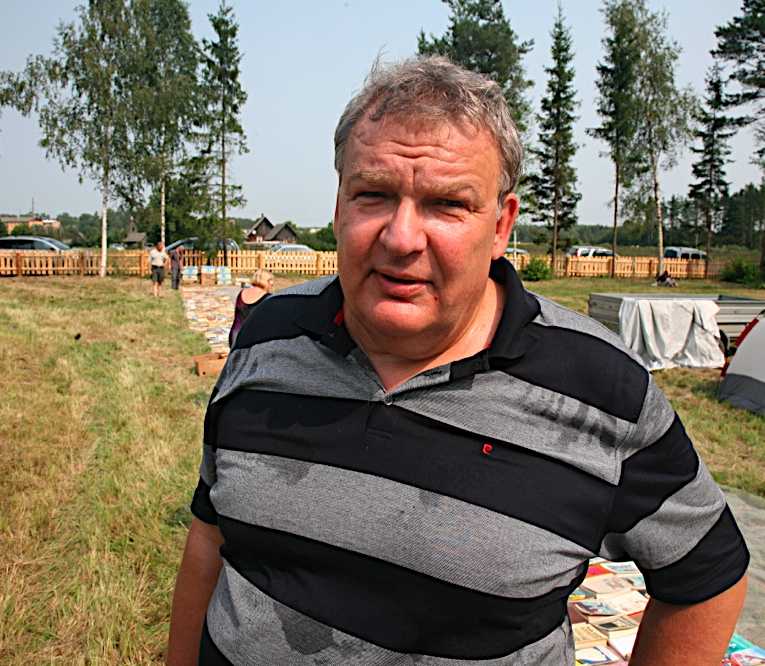
Margus Leivo (2010)

Margus Leivo (* 28. Mai 1954 in Räpina; † 21. August 2019) war ein estnischer Politiker. Er war von 2003 bis 2005 Innenminister der Republik Estland.

## Leben und Politik
Margus Leivo besuchte von 1961 bis 1972 die Schule im südestnischen Räpina. Anschließend studierte er von 1977 bis 1982 Ingenieurwesen am Polytechnischen Institut in der estnischen Hauptstadt Tallinn.
Von 1985 bis 1990 war er für Baumaßnahmen im ländlichen estnischen Raum verantwortlich. Mit dem Zusammenbruch der Sowjetunion und der sich abzeichnenden Wiedererlangung der estnischen Unabhängig ging Leivo in die Politik. Von 1990 bis 1993 war er Landrat des Kreises Põlva. Von 1993 bis 1999 war Leivo Staatssekretär im estnischen Wirtschaftsministerium und von 1999 bis 2002 Staatssekretär im estnischen Verkehrsministerium. Er trat im Dezember 2002 der agrarisch orientierten Estnischen Volksunion (Eestimaa Rahvaliit) bei.
Im Kabinett von Ministerpräsident Juhan Parts bekleidete Leivo von April 2003 bis April 2005 das Amt des Innenministers.
Von 2005 bis 2007 war Leivo Abgeordneter des estnischen Parlaments (Riigikogu). 2007 trat Leivo aus der Volksunion aus, nachdem er bei den Parlamentswahlen durch einen hinteren Listenplatz den Wiedereinzug in den Riigikogu verfehlt hatte.
Leivo leitete danach die Universitätsverwaltung der Technischen Universität Tallinn (TTÜ).

## Privatleben
Margus Leivo war verheiratet. Er hatte eine Tochter und zwei Söhne.